# De ensligas allé
De ensligas allé är det andra och sista studioalbumet av Mikael Wiehe, Nyberg, Franck & Fjellis. Det gavs ut 1982 och innehåller uteslutande tolkningar av Bob Dylan-låtar. Utöver Wiehe medverkar Jan-Eric "Fjellis" Fjellström (gitarr), Arne Franck (bas) och Håkan Nyberg (trummor). Det är Wiehes fjärde album totalt.

## Låtlista
Samtliga låtar skrivna av Bob Dylan med svenska texter av Mikael Wiehe.
Sida ett
1. "Tattardrottningen (Episod i juninatt)" ("Spanish Harlem Incident") - 4:41
2. "Vi låter oss inte besegras" ("The Times They Are a-Changin'") - 4:53
3. "Allt det handlar om för mig" ("All I Really Want to Do") - 3:31
4. "Jag ömkar emigranterna" ("I Pity the Poor Emigrant") - 3:33
5. "Min älskade stod inför rätten idag" ("Percy's Song") - 5:10

Sida två
1. "Det sorgliga sändebudet" ("The Wicked Messenger") - 4:21
2. "Maggans bar" ("Maggie's Farm") - 4:45
3. "Dom ensligas allé" ("Desolation Row") - 11:30

## Dom och de
Skivans namn är De ensligas allé. Däremot verkar låten på skivan ha titeln "Dom ensligas allé".

## Listplaceringar
| Lista (1982) | Topplacering |
| ------------ | ------------ |
| Sverige      | 5            |

### Fotnoter
1. ↑  Recension av albumet. Hakanpettersson.se, 9 april 2010. (läst 2011-10-10)
2. ↑  Bild på skivomslaget från LP:n. Arkiverad 24 augusti 2016 hämtat från the Wayback Machine. Mikaelwiehe.se. (läst 2011-10-10)
3. ↑  Universalmusic.se. Arkiverad 25 augusti 2011 hämtat från the Wayback Machine. (läst 2011-10-10)
4. ↑  ”Hitparad”. http://swedishcharts.com/showitem.asp?interpret=Mikael%2C+Wiehe%2C+Nyberg%2C+Frank+%26+Fjellis&titel=De+ensligas+all%E9&cat=a. Läst 13 december 2011.